# Semiotica del cinema
La semiotica del cinema è una branca della semiotica che studia il linguaggio cinematografico.
Quest'ultimo permette combinazioni altamente dialettiche poiché utilizza una molteplicità di codici creandone nello stesso tempo di specificatamente cinematografici. La scala delle immagini sullo schermo, la velocità di ripresa, la natura e la direzione dell'illuminazione, il sistema del colore o dei modelli grafici sono le caratteristiche distintive di tali codici.

## Composizione del linguaggio
la fondazione della semiotica del cinema coincide con l'uscita dell'articolo di Christian Metz, Le cinéma: langue ou langage?, pubblicato nel 1964 sulla rivista "Communications". Il tentativo rivoluzionario della semiotica fu certamente quello di introdurre un reale approccio metodico allo studio del film.
Metz, nel 1971, con Langage et cinéma, tratta del linguaggio cinematografico. Il film viene scomposto in quattro parti: 
1. il testo,
2. il messaggio,
3. il codice (ricostruito dall'analista),
4. il sistema singolare (l'organizzazione specifica del singolo testo filmico).

## Codici cinematografici e codici non specifici
I codici cinematografici si suddividono in: 
- codici generali, presenti in tutti i film, come inquadratura, fotografia, illuminazione, movimenti di macchina, etc..)
- codici particolari, che compaiono soltanto in certi gruppi di film, come i grandi totali caratteristici del western, o i particolari movimenti di macchina che ricorrono unicamente nei film espressionisti, o i vari tipi di montaggio, adottati dal cinema americano classico, dai sovietici, dal Neorealismo, etc).

I codici non specifici spaziano su molti fronti e interessano i linguaggi più disparati: i codici iconico–visivi che riguardano  le immagini e sono comuni nel cinema, nella fotografia e nella pittura; i codici della duplicazione meccanica che riguarda la riproduzione della realtà attraverso un mezzo meccanico interessato, oltre al cinema, la fotografia; i codici della composizione audiovisiva che concernono i diversi modi della combinazione di immagine e suono; i codici della messa in scena, della dizione, della recitazione, della narrazione, dei dialoghi, che il cinema condivide con il teatro, etc.

## Il carattere comunicativo del cinema
Negli anni sessanta si è sviluppata particolarmente, in Francia e in Italia, una grande discussione sul carattere comunicativo del cinema. Alcuni studiosi hanno scoperto che nel cinema interagiscono diversi codici , che si condizionano reciprocamente alla stesura e nell'attualizzazione del testo cinematografico.
La semiotica del cinema ha  cercato di utilizzare quegli strumenti che, a titoli diversi e in quadri di ricerca altrettanto diversi, consentono di analizzare i testi narrativi. 
L'analisi semiotica del cinema privilegia aspetti diversi come le inquadrature, il montaggio, la messa in scena, la rappresentazione dello spazio e del tempo cinematografico, il punto di vista, l'enunciazione, etc.

## Gli Effetti Pragmatici sullo spettatore
Autori come Casetti e la nuova generazione di semiotici, smettono di interessarsi al problema del codice e del sistema linguistico o non linguistico, del cinema, per concentrarsi maggiormente su quelli che sono gli effetti pragmatici del film sullo spettatore e dunque sul problema dell'efficacia delle immagini. 
Nel 1979 esce Lector in fabula di Eco, che cerca di analizzare e comprendere quali sono le operazioni a carattere inferenziale che un testo chiede al suo lettore di fare per poter essere decodificato correttamente. 

## Sistemi semiotici
Esistono due tipi di sistemi semiotici:
- Sistemi mediati, che assumono significato attraverso la lingua umana, vale a dire quel linguaggio che possiede le più piccole unità linguistiche, ossia i monemi e i fonemi (per esempio una narrazione, anche cinematografica, significa "sotto la lingua");
- Sistemi immediati, in cui il significato coincide in modo indissolubile col proprio significante, come nel caso delle immagini.

Sulla base di tale assunto è possibile intraprendere diverse direzioni di studio per quanto riguarda l'analisi del linguaggio cinematografico. Una di queste è quella interamente relativa all'immagine: per Gilles Deleuze è possibile una ricerca di "semiotica pura" che tratta l'immagine in quanto tale e senza considerarne dunque il regime narrativo, che può trovare nella fotogenia il suo fondamento e la sua tradizione. L'immagine cinematografica può essere analizzata anche tenendo a mente la lezione greimasiana inerente alla semiotica dell'arte visiva, mentre il regime narrativo del cinema, ossia la narrazione cinematografica, si studia non solo grazie all'immagine, ma anche attraverso cio' che le immagini raccontano, il significato che esse portano con loro,  mediante differenti modalità.

## Francesco Casetti e le quattro inquadrature
Francesco Casetti, importante semiologo italiano, nel 1986 pubblica il libro Dentro lo sguardo. Il film e il suo spettatore. In questo libro Casetti si interroga su come si faccia a dire "Io" utilizzando le immagini, ovvero se ci sia qualcosa nel cinema che funzioni come i pronomi nel linguaggio. Ricorre dunque al suo sapere fenomenologico e distingue un Io enunciatore da un Lui narratario, un Tu enunciatario da un Lui narratore. Grazie al quadrato semiotico, è in grado di classificare quattro tipi di inquadrature cinematografiche importanti che costituiscono l'equivalente dell'"io tu egli", ma nel cinema. Queste inquadrature sono: 
1. L'oggettiva (Nobody's shot): corrisponde al punto di vista di "nessuno". L'enunciatario in questa inquadratura assume la posizione di testimone.
2. Lo sguardo in macchina: può essere descritto come "lui (personaggio) ed io (enunciatore) guardiamo te (spettatore)"
3. La soggettiva: "io faccio guardare te e lei"
4. L'oggettiva irreale: si tratta di un punto di vista non fenomenologicamente neutro, non antropomorfo. "ciò che vedi è grazie a me: solo io sono in grado di vedere"